# Goldwater Women's Tennis Classic
Il Goldwater Women's Tennis Classic è un torneo professionistico di tennis giocato su campi in cemento. Fa parte dell'ITF Women's Circuit. Si gioca annualmente a Phoenix in Stati Uniti d'America.

## Albo d'oro

### Singolare
| Anno        | Campionessa       | Finalista                 | Punteggio   |
| ----------- | ----------------- | ------------------------- | ----------- |
| 2012        | Madison Keys      | Maria Sanchez             | 6–3, 7–6(1) |
| 2011        | Sesil Karatančeva | Michelle Larcher de Brito | 6–1, 7–5    |
| 2010        | Varvara Lepchenko | Melanie Oudin             | 6–3, 7–6(5) |
| ↑ ITF 75K ↑ |                   |                           |             |
| 2009        | Varvara Lepchenko | Sacha Jones               | 6–0, 6–0    |
| ↑ ITF 50K ↑ |                   |                           |             |

### Doppio
| Anno        | Campionesse                       | Finaliste                          | Punteggio        |
| ----------- | --------------------------------- | ---------------------------------- | ---------------- |
| 2012        | Jacqueline Cako Natalie Pluskota  | Eugenie Bouchard Ulrikke Eikeri    | 6–3, 2–6, [10–4] |
| 2011        | Jamie Hampton Ajla Tomljanović    | Maria Sanchez Yasmin Schnack       | 3–6, 6–3, [10–6] |
| 2010        | Tetjana Lužans'ka Coco Vandeweghe | Julia Boserup Sloane Stephens      | 7–5, 6–4         |
| ↑ ITF 75K ↑ |                                   |                                    |                  |
| 2009        | Sharon Fichman Mashona Washington | Marie-Ève Pelletier Anna Tatišvili | 4–6, 6–4, [10–8] |
| ↑ ITF 50K ↑ |                                   |                                    |                  |